# Quốc ca Afghanistan
Quốc ca Afghanistan (Tiếng Pashto:  ملی سرود - Milli Surood; tiếng Ba Tư: سرود ملی - Surūd-e Millī) được chính thức chọn làm quốc ca của Afghanistan, công bố bởi Loya Jirga vào tháng 5 năm 2006. Theo Điều 20 trong Hiến pháp Afghanistan, quốc ca sẽ được viết bằng tiếng Pashto và trong đó phải bao gồm sự đề cập tới "Takbir" cũng như tên của các nhóm dân tộc Afghanistan khác nhau. Phần lời được hoàn thành bởi Abdul Bari Jahani và phần nhạc được soạn bởi nhạc sĩ người Đức gốc Afghanistan – Babrak Wassa.

## Lịch sử

### Quốc ca (1926–1943)
Quốc ca đầu tiên của Afghanistan đã được thông qua trong thời kỳ là một chế độ quân chủ. Nó được chơi nhạc và không có lời bài hát.

### Quốc ca (1943–1973)
Đây là quốc ca thứ hai của Afghanistan, trong thời gian nó là chế độ quân chủ lập hiến. 

#### Lời Dari
| Ký tự Ả Rập | Ký tự Cyrill | Chuyển tự IPA |
| --- | --- | --- |
| ای شاه غیور و مهربان ما هستیم از جان مطیع شما ما فرزندان توییم ما فداکار توییم 𝄆 ای شاه ما 𝄇 ای شاه ملت ‌خواه ما | Эй шоҳи ғаюру меҳрибони мо Ҳастем аз ҷон мутӣъи шумо Мо фарзандони туем Мо фидокори туем 𝄆 Эй шоҳи мо 𝄇 Эй шоҳи миллат хоҳи мо | [ej ˈʃɑː.hɪ ɣɐ.ˈjuː.ɾ‿ʊ mɪh.ɾɪ.ˈbɑː.nɪ mʌː] [ˈhas.t̪ʰeːm ɐz d͡ʒʌːn mʊ.ˈt̪ʰiː.ʔɪ ʃʊ.ˈmɑː] [mʌː fɐɹ.zɐn.ˈd̪ɑː.nɪ ˈt̪ʰuː.jeːm] [mʌː fɪ.d̪ʌː.ˈkʰɑː.ɾɪ ˈt̪ʰuː.jeːm] 𝄆 [ej ˈʃɑː.hɪ mʌː ‖] 𝄇 [ej ˈʃɑː.hɪ mɪl.ˈlat̪ʰ ˈxɑː.hɪ mʌː ‖] |

#### Bản dịch tiếng Việt
Đức vua dũng cảm và cao quý của chúng ta
Chúng ta trung thành đi theo Người
Tất cả chúng ta là con của Người!
Chúng ta sẵn sàng hy sinh vì Người
𝄆 Ôi, Đức vua! 𝄇
Ôi, Đức vua và người bạn của nhân dân!

### Quốc ca (1973–1978)
Một bài quốc ca đã được thông qua vào năm 1973 sau khi bãi bỏ chế độ quân chủ Afghanistan, khi Cộng hòa Afghanistan được thành lập bởi Tổng thống Daoud Khan.

#### Lời Pashto
| Ký tự Ả Rập | Ký tự Latinh | Ký tự Cyrill | Chuyển tự IPA |
| --- | --- | --- | --- |
| څو چي ده ځمکه او اسمان وي څو چي دا جهان ودان وي څو چي ژوندي په دي جهان وي څو چي پاتي يو افغان وي تل به دا افغان‌ وي تل دي وي افغان ملت تل دي وي جمهوريت تل دي وي ملي وحدت 𝄆 تل دي وي افغان ملت جمهوريت 𝄇 𝄆 ملي وحدت 𝄇 | Co će dā dzməka asmān vi Co će dā jahān vadān vi Co će źvand pə de jahān vi Co će pāte yau Afghān vi Təl ba dā Afghānistān vi Təl de vi Afghān millat Təl de vi jumhuriyat Təl de vi milli vahdat 𝄆 Təl de vi Afghān millat, jumhuriyat. 𝄇 𝄆 Milli vahdat! 𝄇 | Цу̊ че до дзмәка асмон ви Цу̊ че до ҷаҳон вадон ви Цу̊ че жванд пә де ҷаҳон ви Цу̊ че поте яв Афғон ви Тәл ба до Афғонистон ви Тәл де ви Афғон миллат Тәл де ви ҷумҳӯрият Тәл де ви миллӣ ваҳдат 𝄆 Тәл де ви Афғон миллат, ҷумҳӯрият. 𝄇 𝄆 Миллӣ ваҳдат! 𝄇 | [t͡so t͡ʃe dɑ ˈd͡zmə.ka as.ˈmɑn wi] [t͡so t͡ʃe dɑ d͡ʒa.ˈhɑn wa.ˈdɑn wi] [t͡so t͡ʃe ʒwand pə de d͡ʒa.ˈhɑn wi] [t͡so t͡ʃe ˈpɑte jaw af.ˈɣɑn wi] [təl ba dɑ af.ˌɣɑ.nɪ.ˈstɑn wi] [təl de wi af.ˈɣɑn mɪl.ˈlat] [təl de d͡ʒʊm.hu.rɪ.ˈjat] [təl de wi mɪl.ˈli wah.ˈdat] 𝄆 [təl de wi af.ˈɣɑn mɪl.ˈlat ǀ d͡ʒʊm.hu.rɪ.ˈjat ǁ] 𝄇 𝄆 [mɪl.ˈli wah.ˈdat ǁ] 𝄇 |

#### Dịch nghĩa
Chừng nào còn có Trái Đất và Thiên đàng;
Chừng nào thế giới còn chịu đựng
Chừng nào còn một cuộc đời trên thế gian
Chừng nào còn mỗi hơi thở Afghan
Sẽ có nước Afghanistan này.
Tổ quốc Afghan trường tồn.
Nền cộng hoà trường tồn.
Mãi mãi có sự đoàn kết dân tộc của chúng ta;
Mãi mãi có Tổ quốc Afghanistan và nền cộng hòa.
Mãi mãi là Tổ quốc Afghanistan, nền cộng hòa và
Đất nước thống nhất, đất nước thống nhất!

### Quốc ca (1978–1992)
Một bài quốc ca khác đã được thông qua sau khi Cộng hòa Dân chủ Afghanistan được thành lập vào năm 1978. Lời bài hát được viết bởi Sulaiman Layeq thay mặt cho chính phủ của Đảng Dân chủ Nhân dân Afghanistan (PDPA) do Nur Muhammad Taraki đứng đầu, người quyết định thay đổi biểu tượng quốc gia sau cuộc đảo chính của Đảng năm 1978. Nhạc được sáng tác bởi Jalīl Ghahlānd và được sắp xếp bởi Ustad Salim Sarmad. Nó được biết đến với tên khác là "Garam shah lā garam shah" (Hãy hăng hái, hãy hăng hái lên). Giống như nhiều bài quốc ca, đôi khi nó được hát viết tắt chỉ bằng điệp khúc và khổ thơ đầu tiên. Năm 1987, Afghanistan chính thức từ bỏ chủ nghĩa cộng sản nhưng bài hát này được giữ làm quốc ca cho đến năm 1992, khi nó bị ngưng. 

#### Lời Pashto
| Ký tự Ả Rập | Ký tự Cyrill | Ký tự Latinh |
| --- | --- | --- |
| :کورس گرم شه، لا گرم شه ته‌ای مقدس لمره ای د آزادی لمره ای د نیکمرغی لمره موږ په توپانونو کی پری کړه د بری لاره هم د تورو شپو لاره هم د رڼایی لاره سره د سربازی لاره پاکه د وروری لاره کورس دا انقلابی وطن اوس د کارگرانو دی دغه د زمرو میراث اوس د بزگرانو دی تېر شو د ستم دور وار د مزدورانو دی کورس موږ په نړیوالو کی سوله او وروری غواړو موږه زیارایستونکو ته پراخه آزادی غواړو موږ ورته ډوډی غواړو کور غواړو، کالی غواړو | Ку̊рус: Гарам шаҳ, ло гарам шаҳ Та әй муқуадас ламара Әй дә озодӣ ламара Әй дә некмарғӣ ламара. Мӯг̌ патӯфонӯну̊ кай Прӣ кр̌а дә барӣ лора Ҳам дә ту̊ру̊ шпу̊ лора Ҳам дә ран̣оӣ лора Сра дә сарбозӣ лора Пока дар ру̊рӣ лора. Ку̊рус До инқилобӣ Ватан У̊с дә коргарону̊ дай Даға дә змару̊ мӣрос У̊с дә бозгарону̊ дай Тер су̊ дә ситам давр Вор дә маздӯрону̊ дай. Ку̊рус Мӯг̌ па нор̌ӣволу̊ кай Су̊ла ав вру̊рӣ ғвор̌ӯ Мӯг̌ан зиёр ӣстӯнку̊ та Пароха озодӣ ғвор̌ӯ Мӯг̌ варта д̣у̊д̣ӣ ғвор̌ӯ Ку̊р ғвор̌ӯ колӣ ғвор̌ӯ. | Korus: Garam śah, lā garam śah Ta əi muquadas lamara Əi də āzādi lamara Əi də nekmarghi lamara. Muǵ patufānuno kai Pri kṛa də bari lāra Ham də toro śpo lāra Ham də raṇāyi lāra Sra də sarbāzi lāra Pāka dar rori lāra. Korus Dā inqilābi Vatan Os də kārgarāno dai Dagha də zmaro mirās Os də bāzgarāno dai Ter so də sitam daur Vār də mazdurāno dai. Korus Muǵ pa nāṛivālo kai Sola au vrori ghvāṛu Muǵan ziyār istunko ta Parākha āzādi ghvāṛu Muǵ varta ḍoḍi ghvāṛu Kor ghvāṛu kāli ghvāṛu. |

### Quốc ca (1992–2006)
Từ năm 1992 đến 2006, Afghanistan đã sử dụng một bài hát chiến đấu của mujahideen được sáng tác vào năm 1919 bởi Ustad Qasim làm quốc ca. Nó cũng được biết đến với tên khác là "Pháo đài Hồi giáo, Trái tim của Châu Á" (tiếng Ba Tư: قلعه سسس).

#### Lời Dari
| Ký tự Latinh | Ký tự Cyrill | Chuyển tự IPA |
| --- | --- | --- |
| قلعه اسلام قلب آسیا جاویدان آزاد خاک آریا زادگاه قهرمانان بزرگ سنگر رزمنده مردان خدا الله اکبر الله اکبر الله اکبر تیغ ایمانش به میدان جهاد بند استبداد را از هم گسست ملت ازاده افغانستان در جهان زنجیر محکومان شکست الله اکبر الله اکبر الله اکبر هر خط قران نظام ما بود پرچم ایمان به بام ما بود هم صدا و هم نوا با هم روان وحدت ملی مرام ما بود الله اکبر الله اکبر الله اکبر شاد زی ازاد زی اباد زی ای وطن در نور قانون خدا مشعل آزادگی را بر فراز مردم سر گشته راشو رهنما الله اکبر الله اکبر الله اکبر | Қалъаи Ислом, қалби Осиё, Ҷовидон озод, хоки Ориё, Зодгоҳи қаҳрамонони бузург, Сангари разминда мардони Худо Аллоҳу акбар, Аллоҳу акбар, Аллоҳу акбар! Теғи имонаш ба майдони ҷиҳод, Банди истибдодро аз ҳам гусаст Миллати озодии Афғонистон Дар ҷаҳон занҷири маҳкуман шикаст. Аллоҳу акбар, Аллоҳу акбар, Аллоҳу акбар! Ҳар хатти Қуръон низоми мо бувад, Парчами имон ба боми мо бувад, Ҳамсадову ҳамнаво бо ҳам равон, Ваҳдати миллӣ мароми мо буд Аллоҳу акбар, Аллоҳу акбар, Аллоҳу акбар! Шод зи, озод зи, обод зи, Эй ватан дар нури қонуни Худо Машъали озодигӣро бар фароз, Мардоми саргуштаро шав раҳнамо. Аллоҳу акбар, Аллоҳу акбар, Аллоҳу акбар! | [qʰɐl.ˈʔa.(j)ɪ ɪs.ˈlɑːm ˈqʰal.bɪ ʌː.sɪ.ˈjɑː] [d͡ʒʌː.wiː.ˈd̪ɑːn ʌː.ˈzɑːd̪ ˈxɑː.kʰɪ ʌː.ɾɪ.ˈjɑː] [zʌːd̪.ˈɡɑː.hɪ qʰɐh.ɾɐ.mʌː.ˈnɑː.nɪ bʊ.ˈzʊɾg] [sɐŋ.ˈga.ɾɪ rɐz.mɪn̪.ˈd̪a mɐɹ.ˈd̪ɑː.nɪ xʊ.ˈd̪ɑː] [ɐl.ˈlɑː.hʊ ˈak.bɐɾ ǀ ɐl.ˈlɑː.hʊ ˈak.bɐɾ ǀ ɐl.ˈlɑː.hʊ ˈak.bɐɾ ǁ] [ˈt̪ʰeː.ɣɪ iː.mʌː.ˈnaʃ bɐ mɐj.ˈd̪ɑː.nɪ d͡ʒɪ.ˈhɑːd̪] [ˈbɐn̪.d̪ɪ ɪs̪.t̪ʰɪb.ˈd̪ɑːd̪‿ɾʌː ɐz hɐm gʊ.ˈsas̪t̪ʰ] [mɪl.ˈla.t̪ʰɪ ʌː.zʌː.ˈd̪ɪː.(j)ɪ ɐf.ɣʌː.nɪs̪.ˈt̪ʰɑːn] [d̪ɐɾ d͡ʒɐ.ˈhɑːn zɐn.ˈd͡ʒiː.ɾɪ mɐh.kʰuː.ˈmɑːn] [ɐl.ˈlɑː.hʊ ˈak.bɐɾ ǀ ɐl.ˈlɑː.hʊ ˈak.bɐɾ ǀ ɐl.ˈlɑː.hʊ ˈak.bɐɾ ǁ] [hɐɾ ˈxa.t̪ʰɪ qʰʊɾ.ˈʔɑːn nɪ.ˈzɑː.mɪ mʌː bʊ.ˈwad̪] [pʰɐɹ.ˈtʃʰa.mɪ iː.ˈmɑːn bɐ ˈbɑː.mɪ mʌː bʊ.ˈwad̪] [hɐm sɐ.ˈd̪ɑː‿wʊ hɐm nɐ.ˈwɑː bʌː hɐm rɐ.ˈwɑːn] [wɐh.ˈd̪a.t̪ʰɪ mɪl.ˈliː mɐ.ˈɾɑː.mɪ mʌː ˈbuːd̪] [ɐl.ˈlɑː.hʊ ˈak.bɐɾ ǀ ɐl.ˈlɑː.hʊ ˈak.bɐɾ ǀ ɐl.ˈlɑː.hʊ ˈak.bɐɾ ǁ] [ʃʌːd̪ zi ʌː.ˈzɑːd̪ zi ʌː.ˈbɑːd̪ zi] [ej wɐ.ˈt̪ʰan d̪ɐɾ ˈnuː.ɾɪ qʰʌː.ˈnuː.nɪ xʊ.ˈd̪ɑː] [mɐʃ.ˈʔɐ.lɪ ʌː.zɑː.d̪ɪ.ˈɡiː‿ɾʌː bɐɾ fɐ.ˈɾɑːz] [mɐɹ.ˈd̪ɑː.mɪ sɐɾ.ɡʌːʃ.ˈt̪ʰa‿ɾʌː ʃɐw rɐh.nɐ.ˈmɑː] [ɐl.ˈlɑː.hʊ ˈak.bɐɾ ǀ ɐl.ˈlɑː.hʊ ˈak.bɐɾ ǀ ɐl.ˈlɑː.hʊ ˈak.bɐɾ ǁ] |

#### Dịch nghĩa
Pháo đài Hồi giáo, trái tim của châu Á,

Mãi mãi tự do, quê hương của người Aryan

Nơi sinh ra những anh hùng

Bạn đồng hành của những chiến binh của những người đàn ông của Allah

Allah vĩ đại! Allah vĩ đại! Allah vĩ đại!

Mũi tên đức tin của Người vào Jihad

Loại bỏ xiềng xích đàn áp,

Afghanistan, quốc gia của tự do

Phá vỡ rào cản của những người bị áp bức trên thế giới.

Allah vĩ đại! Allah vĩ đại! Allah vĩ đại!

Hãy để những dòng của Kinh Koran trở thành yêu cầu của chúng ta

Hãy để lá cờ của tự do bay trên nóc nhà của chúng ta

Với tiếng vang và tiếng nói đi cùng nhau,

Hãy để đoàn kết dân tộc là những gì chúng ta phấn đấu,

Allah vĩ đại! Allah vĩ đại! Allah vĩ đại!

Sống hạnh phúc, sống tự do, sống và thịnh vượng,

Ôi quê hương trong ánh sáng của luật Chúa,

Hãy giơ cao ngọn đuốc tự do,

Hãy trở thành người lãnh đạo cho những người bị áp bức,

Allah vĩ đại! Allah vĩ đại! Allah vĩ đại!

### Quốc ca (2006–2021)

#### Lời Pashto
| Ký tự Ả Rập | Ký tự Latinh | Chuyển tự IPA |
| --- | --- | --- |
| دا وطن افغانستان دى دا عزت د هر افغان دى كور د سولې، كور د تورې هر بچى يې قهرمان دى دا وطن د ټولو كور دى د بلوڅو، د ازبكو د پښتون او هزارهوو د تركمنو، د تاجكو ور سره عرب، ګوجر دي پاميريان، نورستانيان براهوي دي، قزلباش دي هم ايماق، هم پشايان دا هيواد به تل ځلېږي لكه لمر پر شنه آسمان په سينې كې د آسيا به لكه زړه وي جاويدان نوم د حق مو دى رهبر وايو الله اكبر | Dā vatan Afghānistān dai, Dā izzat də har Afghān dai. Kor də sole, kor də ture, Har baćai ye qahramān dai. Dā vatan də ṭolo kor dai, Də Baloco, də Uzbəko; Də Paxtun au Hazāravo, Də Turkməno, də Tājəko. Vər sara Arəb, Gujər di, Pāmiriyān, Nuristāniyān; Brāhuvi di, Qizilbāś di, Ham Aimāq, ham Paśāyān. Dā hivād ba təl dzaleǵi, Ləka lmar pər śnə āsmān. Pə sinə ke də Āsiyā ba, Ləka zṛə vi jāvidān. Num də haq mo dai rahbar: Vāyu «Allāhu Akbar!» | [dɑ wa.tan af.ɣɑ.nɪ.stɑn daɪ ǀ] [dɑ ɪz.zat də haɾ af.ɣɑn daɪ ‖] [koɾ də so.le koɾ də tu.ɾe ǀ] [haɾ ba.t͡ʃaɪ je qah.ɾa.mɑn daɪ ‖] [dɑ wa.tan də ʈo.lo koɾ daɪ ǀ] [də ba.lo.t͡so də ʊz.bə.ko ‖] [də paç.tun aw ha.zɑ.ɾɑ.wo ǀ] [də tʊɾk.mə.no də tɑ.d͡ʒə.ko ‖] [wəɾ sa.ɾa a.ɾəb gu.d͡ʒəɾ di ǀ] [pɑ.mi.ɾi.jɑn nu.ɾɪ.stɑ.n(i.)jɑn ‖] [b(a.)ɾɑ.h(a.)wi di qɪ.zɪl.bɑʃ di ǀ] [ham aɪ.mɑq ham pa.ʃɑ.(i.)jɑn ‖] [dɑ hi.wɑd ba təl d͡za.le.ʝi ǀ] [lə.ka‿lmaɾ pəɾ ʃnə ɑs.mɑn ‖] [pə si.nə ke də ɑs.jɑ ba ǀ] [lə.ka‿zɽə wi d͡ʒɑ.wɪ.dɑn ‖] [num də haq mo daɪ ɾah(a.)baɾ ǀ] [wɑ.ju al.lɑ.hʊ ak.baɾ ‖] |

#### Dịch nghĩa
Đất nước này là Afghanistan  

Vinh dự này thuộc về mọi người Afghanistan

Ngôi nhà của hoà bình, ngôi nhà của những thanh kiếm

Mỗi đứa trẻ là một anh hùng

Đây là đất nước của mọi bộ tộc,  

vùng đất của người Baloch và người Uzbek,

Người Pashtun và người Hazara,

Người Turkmen và người Tajik 

 

Cùng với họ, có người Ả Rập và người Gujjar,  

người Pamiri và người Nuristani , 

người Brahui và người Qizilbash,

Người Aimaq và người Pashai

Vùng đất này sẽ tỏa sáng mãi mãi,

như mặt trời trên bầu trời xanh. 

Trong lồng  ngực của châu Á,

nó sẽ là trái tim cho mãi mãi.

Chúng ta theo Chúa duy nhất của chúng ta:

Chúng ta nói "Allahu Akbar!"

Chúng ta nói "Allahu Akbar!"

Chúng ta nói "Allahu Akbar!"

### Quốc ca (2021–)

#### Lời Pashto
| Ký tự Ả Rập | Ký tự Latinh | Chuyển tự IPA |
| --- | --- | --- |
| ساتو يې پۀ سرو وينو، دا د شهيدانو کور 𝄇 دا د باتورانو کور، دا د باتورانو کور 𝄆 کورس: ساتو يې پۀ سرو وينو، دا د شهيدانو کور 𝄇 دا د باتورانو کور، دا د باتورانو کور 𝄆 ستا کاڼي او بوټي ټول، مونږه ته لعلونه دي 𝄇 ستا کاڼي او بوټي ټول، مونږه ته لعلونه دي 𝄆 وينه پرې توی شوې ده، سرۀ لکه گلونه دي 𝄇 وينه پرې توی شوې ده، سرۀ لکه گلونه دي 𝄆 𝄇 کله يې څوک نيولای شي؟ دا دی د زمريانو کور دا د باتورانو کور، دا د باتورانو کور 𝄆 کورس تا به تل آزاد ساتو، څوچې وي ژوندون زمونږ 𝄇 تا به تل آزاد ساتو، څوچې وي ژوندون زمونږ 𝄆 ستا تاريخ به ياد ساتو، څوچې وي ژوندون زمونږ 𝄇 ستا تاريخ به ياد ساتو، څوچې وي ژوندون زمونږ 𝄆 𝄇 دې کښې به بازان اوسي، دا دی د بازانو کور دا د باتورانو کور، دا د باتورانو کور 𝄆 کورس ای گرانه وطن زما، ځار شمه لۀ تا نه زۀ 𝄇 ای گرانه وطن زما، ځار شمه لۀ تا نه زۀ 𝄆 ای ښايسته چمن زما، ځار شمه لۀ تا نه زۀ 𝄇 ای ښايسته چمن زما، ځار شمه لۀ تا نه زۀ 𝄆 𝄇 خلاص که لۀ انگرېز نه وو، شو د اورسانو گور دا د باتورانو کور، دا د باتورانو کور 𝄆 کورس ډېرۍ ککرۍ گوره، پاتي د روسانو شوې 𝄇 ډېرۍ ککرۍ گوره، پاتي د روسانو شوې 𝄆 شنډېدۀ هر يو دښمن، واړۀ ارزوگانې شوې 𝄇 شنډېدۀ هر يو دښمن، واړۀ ارزوگانې شوې 𝄆 𝄇 هرچا ته معلوم شولو، دا د افغانانو کور دا د باتورانو کور، دا د باتورانو کور 𝄆 𝄇 کورس 𝄆 𝄇 دا د باتورانو کور... 𝄆 | Sātu ye pə sro vino, dā də śahidāno kor 𝄆 Dā də bātorāno kor, dā də bātorāno kor 𝄇 Korus: Sātu ye pə sro vino, dā də śahidāno kor 𝄆 Dā də bātorāno kor, dā də bātorāno kor 𝄇 Stā kaṇi au boṭi ṭol, munǵa ta laluna di 𝄆 Stā kaṇi au boṭi ṭol, munǵa ta laluna di 𝄇 Vina pre toi śəve da, srə ləka guluna di 𝄆 Vina pre toi śəve da, srə ləka guluna di 𝄇 𝄆 Kəla ye cok nivelāi śi? Dā dai də zmaryāno kor Dā də bātorāno kor, dā də bātorāno kor 𝄇 Korus Tā ba taul āzād sātu, coće vi źvandun zamunǵ 𝄆 Tā ba taul āzād sātu, coće vi źvandun zamunǵ 𝄇 Stā tārikh ba yād sātu, coće vi źvandun zamunǵ 𝄆 Stā tārikh ba yād sātu, coće vi źvandun zamunǵ 𝄇 𝄆 De kxe ba bāzān osi, dā dai də bāzāno kor Dā də bātorāno kor, dā də bātorāno kor 𝄇 Korus Əi grāna vatan zamā, dzār śəma lə tā na zə 𝄆 Əi grāna vatan zamā, dzār śəma lə tā na zə Əi xāista ćaman zamā, dzār śəma lə tā na zə 𝄆 Əi xāista ćaman zamā, dzār śəma lə tā na zə 𝄇 𝄆 Khlās ka lə Angrez na vu, śu də Urusāno gor Dā də bātorāno kor, dā də bātorāno kor 𝄇 Korus Ḍerəi kakarəi gora, pāti da Rusāno śve 𝄆 Ḍerəi kakarəi gora, pāti da Rusāno śve Śanḍedə har yeu duxman, vāṛə arzogāne śve 𝄆 Śanḍedə har yeu duxman, vāṛə arzogāne śve 𝄇 𝄆 Harćā ta malum śvəlo, dā də Afghānāno kor Dā də bātorāno kor, dā də bātorāno kor 𝄇 𝄆 Korus 𝄇 𝄆 Dā də bātorāno kor, dā də bātorāno kor 𝄇 | [sɑ.tu je pə sɾo wi.no dɑ də ʃa.hi.dɑ.no koɾ] 𝄆 [dɑ də bɑ.to.ɾɑ.no koɾ dɑ də bɑ.to.ɾɑ.no koɾ] 𝄇 [ko.ɾʊs] [sɑ.tu je pə sɾo wi.no dɑ də ʃa.hi.dɑ.no koɾ] 𝄆 [dɑ də bɑ.to.ɾɑ.no koɾ dɑ də bɑ.to.ɾɑ.no koɾ] 𝄇 [stɑ kɑ.ɳi aw bo.ʈi ʈol muŋ.ga ta la.lu.na di] 𝄆 [stɑ kɑ.ɳi aw bo.ʈi ʈol muŋ.ga ta la.lu.na di] 𝄇 [wi.na pɾe toɪ ʃə.we da sɾə lə.ka gʊ.lu.na di] 𝄆 [wi.na pɾe toɪ ʃə.we da sɾə lə.ka gʊ.lu.na di] 𝄇 𝄆 [kə.la je t͡sok ni.wə.lɑj ʃi dɑ daɪ də zmaɾ.jɑ.no koɾ] [dɑ də bɑ.to.ɾɑ.no koɾ dɑ də bɑ.to.ɾɑ.no koɾ] 𝄇 [ko.ɾʊs] [tɑ ba tawl ɑ.zɑd sɑ.tu t͡so.t͡ʃe wi ʒwan.dun za.muŋg] 𝄆 [tɑ ba tawl ɑ.zɑd sɑ.tu t͡so.t͡ʃe wi ʒwan.dun za.muŋg] 𝄇 [stɑ tɑ.ɾix ba jɑd sɑ.tu t͡so.t͡ʃe wi ʒwan.dun za.muŋg] 𝄆 [stɑ tɑ.ɾix ba jɑd sɑ.tu t͡so.t͡ʃe wi ʒwan.dun za.muŋg] 𝄇 𝄆 [de kxe ba bɑ.zɑn o.si dɑ daɪ də bɑ.zɑ.no koɾ] [dɑ də bɑ.to.ɾɑ.no koɾ dɑ də bɑ.to.ɾɑ.no koɾ] 𝄇 [ko.ɾʊs] [əɪ ɡɾɑ.na wa.tan za.mɑ zɑɾ ʃə.ma lə tɑ na zə] 𝄆 [əɪ ɡɾɑ.na wa.tan za.mɑ zɑɾ ʃə.ma lə tɑ na zə] 𝄇 [əɪ xɑɪ.sta t͡ʃa.man za.mɑ zɑɾ ʃə.ma lə tɑ na zə] 𝄆 [əɪ xɑɪ.sta t͡ʃa.man za.mɑ zɑɾ ʃə.ma lə tɑ na zə] 𝄇 𝄆 [xlɑs ka lə aŋ.gɾez na wu ʃu də u.ɾʊ.sɑ.no goɾ] [dɑ də bɑ.to.ɾɑ.no koɾ dɑ də bɑ.to.ɾɑ.no koɾ] 𝄇 [ko.ɾʊs] [ɖe.ɾəɪ ka.ka.ɾəɪ go.ɾa pɑ.ti da ɾu.sɑ.no ʃwe] 𝄆 [ɖe.ɾəɪ ka.ka.ɾəɪ go.ɾa pɑ.ti da ɾu.sɑ.no ʃwe] 𝄇 [ʃaɳ.ɖe.də haɾ jew dux.man wɑ.ɽə aɾ.zo.ɡɑː.ne ʃwe] 𝄆 [ʃaɳ.ɖe.də haɾ jew dux.man wɑ.ɽə aɾ.zo.ɡɑː.ne ʃwe] 𝄇 𝄆 [haɾ.t͡ʃɑ ta ma.lum ʃwə.lo dɑ də af.ɣɑ.nɑ.no koɾ] [dɑ də bɑ.to.ɾɑ.no koɾ dɑ də bɑ.to.ɾɑ.no koɾ] 𝄇 𝄆 [ko.ɾʊs] 𝄇 𝄆 [dɑ də bɑ.to.ɾɑ.no koɾ dɑ də bɑ.to.ɾɑ.no koɾ] 𝄇 |